# Sina Music樂壇民意指數頒獎禮
SINA MUSIC樂壇民意指數頒獎禮，是由世界網絡搜尋商新浪支部香港新浪音樂所舉辦，由2006年起，於每年1月舉辦，為全港首個透過互聯網投票產生的樂壇頒獎禮。

## 歷屆頒獎禮
為免條目冗長，歷屆得獎名單將在下列按年分述。本條目只顯示最近一屆的簡單概況

### 最近一屆
- 名稱：SINA Music樂壇民意指數頒獎禮2012
- 舉辦日期：2013年1月16日
- 地點：九龍灣國際展貿中心展貿廳3
- 主持：農夫
- 主題：微飛色舞，燃點SING光
- 得獎名單

| SINA Music 最高收聽率二十大歌曲     | 《重口味》——陳奕迅 《連續劇》——容祖兒 《大過天》——Twins 《爛命鴛鴦》——劉浩龍 《人非草木》——吳雨霏 《Someday I'll Fly》——G.E.M. 《從此我的世界多了一秒》——孫耀威 《無力挽回》——周柏豪 《雙子情歌》——羅力威 《到此為止》——連詩雅 《頑石》——林峯 《冷笑話》——薛凱琪 《明明》——蔡卓妍 《臨崖勒馬》——謝安琪 《昨天》——Mr. 《我和秋天有個約會》——張敬軒 《一首歌》——小肥 《時空》——周國賢 《少數》——C AllStar 《Yellow Fever》——Dear Jane |
| SINA Music 電視劇主題曲大獎         | 《此時此刻》——薛凱琪 《連續劇》——容祖兒 《一生一心》——胡鴻鈞 |
| SINA Music 合唱歌曲大獎             | 《雙子情歌》——容祖兒、羅力威 |
| SINA Music 對唱演繹金曲大獎         | 《重口味Remix》——陳奕迅、譚詠麟 |
| SINA Music 國語歌曲大獎             | 《矛盾》——陳奐仁 《全職宅男》——羅力威 《BB88》——方大同 |
| SINA Music 原創歌曲大獎             | 《為執著乾杯》——藍奕邦 |
| SINA Music 最高收視 MV 大獎         | 《無力挽回》——周柏豪 《頑石》——林峯 |
| SINA Music 跳舞歌曲大獎             | 《第五類》——鄭融 《Shout》——鍾舒漫 |
| SINA Music 改編歌曲大獎             | 《面具》——許廷鏗 |
| SINA Music 最佳演繹歌曲大獎         | 《清空》——泳兒 |
| SINA Music 微訪談-最高瀏覽量大獎    | 謝安琪 |
| SINA Music 最佳網絡營銷歌手         | G.E.M. |
| SINA Music 最高人氣關注歌手         | 鍾欣桐 |
| SINA Music 躍進歌手                 | 吳若希 關楚耀 |
| SINA Music 傑出表現男歌手大獎       | 周柏豪 |
| SINA Music 傑出表現女歌手大獎       | 吳雨霏 |
| SINA Music 傑出表現組合大獎         | C AllStar |
| SINA Music 卓越組合大獎             | 達明一派 |
| SINA Music 創作概念大碟             | 《A Second Thought》——孫耀威 |
| SINA Music 創作概念大碟(國語)       | 《回到未來 Back To Wonderland》——方大同 |
| SINA Music 年度最高收聽率歌曲       | 《到此為止》——連詩雅 |
| SINA Music 全碟試聽 –最高收聽率大碟 | 《My January》——吳雨霏 |
| SINA Music 至尊大碟                 | 《...3mm》——陳奕迅 |
| 新浪微博發聲男歌手                  | 張敬軒 |
| 新浪微博發聲女歌手                  | 蔡卓妍 |
| 我最喜愛男新人                      | 馮允謙 林德信 |
| 我最喜愛女新人                      | 陳僖儀 鄭嘉嘉 |
| 我最喜愛新組合                      | Super Girls Robynn & Kendy |
| 我最喜愛演唱會                      | 《兜兜轉轉演唱會》——達明一派 |
| 我最喜愛男歌手(香港)                | 張敬軒 |
| 我最喜愛女歌手(香港)                | 謝安琪 |
| 我最喜愛組合(香港)                  | Mr. |
| 我最喜愛全國男歌手                  | 林峯 |
| 我最喜愛全國女歌手                  | 容祖兒 |
| 我最喜愛全國組合                    | Twins |
| 我最喜愛全國唱作人                  | 方大同 |
| 我最喜愛全國國語專輯                | 《Moment》——容祖兒 |
| 我最喜愛至尊國語金曲                | 《千紙鶴》——方大同 |
| 我最喜愛至尊金曲                    | 《重口味》——陳奕迅 |

### 其他年度
- 2005年
- 2006年
- 2007年
- 2008年
- 2009年
- 2010年
- 2011年
- 2012年

## 外部連結
- SINA Music樂壇民意指數頒獎禮